# ونزل پارلر
ونزل پارلر (آلمانی: Václav Parléř؛ ۱ ژانویهٔ ۱۳۶۰ – ۱ ژانویهٔ ۱۴۰۴) مجسمه‌ساز و معمار اهل آلمان بود.
او در قرون وسطی در سبک معماری گوتیک در شهرهای امپراتوری مقدس روم، پراگ، نوردلینگن و وین کار کرد.